# Charaxes repetitus
Charaxes repetitus är en fjärilsart som beskrevs av Butler 1896. Charaxes repetitus ingår i släktet Charaxes och familjen praktfjärilar. Inga underarter finns listade i Catalogue of Life.